# 尼濟科利濟
49°1′36″N 25°2′17″E / 49.02667°N 25.03806°E
尼濟科利濟（烏克蘭語：Низьколизи），是烏克蘭的村落，位於該國西部捷爾諾波爾州，由喬爾特基夫區負責管轄，始建於1783年，面積1.7平方公里，2001年人口180，人口密度每平方公里105.6人。